# Sphecodes centralis
Sphecodes centralis är en biart som beskrevs av Cockerell 1938. Sphecodes centralis ingår i släktet blodbin, och familjen vägbin. Inga underarter finns listade i Catalogue of Life.